# Візна
Візна (або Визна, пол. Wizna) — село в Польщі, у гміні Візна Ломжинського повіту Підляського воєводства. Населення — 1485 осіб (2011).
Розташована над річкою Нарвою, в місці впадання в неї р. Бобри в стартегічно важливому місці переправи через болотисті долини цих річок.

## Історія

### У ранньому середновіччі
Імовірно ще в ХІ ст. намітився кордон найзахідніших руських земель з Польщею, який протягом ХІ-XIV ст. суттєво не змінювався. Цей кордон з польською Мазовією починався на р. Нарві. Найбільш висунутим в мазовецький бік руським городищем тут був Сураж, розташований на лівому березі Нарви, біля гирла р. Лізи. З мазовецького боку тут знаходилися натомість два городища – Візна біля впадіння р. Бобри до Нарви і Сьвенцьк. Візна – каштелянське городище – стерегло переправу через р. Нарву до XIV ст. В описуваний час це був центр спорадичного мазовецького поселення між Курпівською пущею та болотами Бобри. Суха смуга під Візною використовувалася як тракт, який поєднував Мазовію з Руссю, а також Ятвязькою землею у північно-східному напрямку. Як свідчить Галицько-Волинський літопис у 1145 р. в період внутрішніх воєн у Польщі, за угодою між польськими та руськими князями, Візна опинилася під владою Ігоря Олеговича та його братів:
«І рушив Ігор із братом своїм Святославом і з Володимиром [Давидовичем], а Ізяслав Мстиславич розболівся і не пішов із [города] Володимира; пішов [також] Святослав Всеволодович. І прийшли вони на середину землі Лядської, знайшли двох братів Владиславових, Болесла|ва [Кучерявого] і Мешка [Старого], які стояли за болотом.
І, переїхавши на сю сторону, поклонилися вони обидва Ігореві з братами його, і, цілувавши хреста межи собою, так [усі] сказали: «Якщо хто переступить хресне цілування, на того бути всім». І дали вони оба брату своєму Владиславу чотири городи, а Ігореві з братами — [город] Визну. І тоді вернулись [Ольговичі] до себе, багато здобичі взявши.»
Мазовецькі князі відвоювали її приблизно у 1149 р. Як свідчить Літопис Руський пізніше вона перебувала під контролем руських князів. У кінці ХІІ і в ХІІІ ст. шлях повз Візну використовували для походів на ятвягів, як польські, так і руські князі.

Саме в контексті походу на ятвягів Візна згадується у Галицько-Волинському літописі під 1251 р.:
«А князь Данило звідти прийшов до [города] Визни і перейшов ріку Нарев. І багато християн із полону вони удвох, [Данило й Василько] , вибавили, і пісню слави вони співали їм. Бог поміг їм обом, і прийшли вони зі славою на землю свою, наслідувавши путь отця свого, великого князя Романа, що вигострив був [зуби] на поганих, як той лев, і яким половці дітей страхали».
Останній раз Візна згадується в Галицько-Волинському літописі в 1260 р.:
«Потім же, думаючи іти на Городен [і] гадаючи, що вони там обидва, [Данило] послав тому [гінця] по Льва, сина свого, і по людей своїх, і приїхали вони в город Мельник. Але коли він збирався іти до Городна і всі поспішали, то була із Ляхів у короля Данила вість, що татари пробувають у Ятвягах. Лев тоді сказав [Данилові] : «Вої твої голодні є і коні їх». А він, одповівши, сказав йому: «Ми пошлем сторожів до Визни». І дав Данило-король харчу воям досита і коням їхнім».
В південній частині Візни, на високому березі річки Нарви виситься високе ранньосередньовічне городище з XI ст., що серед місцевого населення називається Замковою горою. Городище в плані видовженого овалу має виміри у підніжжя близько 180 x 110 м, а у вершини – 130 x 75 м. Вали зносяться на 15 м над навколишньою територією і на 25 м над дзеркалом річки. У кількох кілометрах на північ від Візни селі Русь, на високому схилі біля злиття річок Нарви і Бобри знаходиться ще одне, проте невеличке городище. Воно постало у XI ст. і функціонувало до XIV ст. Його розміри у підніжжя близько 80 x 45 м, а у верхівки – 50 x 25 м. Висота валів сягає десятка метрів. Це городище було допоміжним для Візни і стерегло місце злиття двох великих річок регіону.

### На сучасному етапі
У 1975—1998 роках село належало до Ломжинського воєводства.

## Демографія
Демографічна структура станом на 31 березня 2011 року:
|          | Загалом | Допрацездатний вік | Працездатний вік | Постпрацездатний вік |
| -------- | ------- | ------------------ | ---------------- | -------------------- |
| Чоловіки | 720     | 123                | 498              | 99                   |
| Жінки    | 765     | 138                | 416              | 211                  |
| Разом    | 1485    | 261                | 914              | 310                  |